# Irrigoskopie
Die Irrigoskopie ist ein Verfahren zur Darstellung des gesamten Dickdarms bis zum Übergang in den Dünndarm.
Über eine dünne Sonde, die in den Analkanal eingeführt wird, bekommt der Patient dickflüssiges Röntgenkontrastmittel und Luft eingepumpt. Durch die Luft wird die Schleimhaut des Darms entfaltet, was sich als Völlegefühl bemerkbar macht.
Unter Durchleuchtung werden nach kompletter Füllung des Dickdarms Röntgenaufnahmen in verschiedenen Positionen angefertigt.